# Monte Crestagallo
Il monte Crestagallo è situato nei pressi di Mondragone. Alla sua sommità si erge l'antico monastero di Sant'Anna de aquis vivis, dove nel XIV secolo, giunsero un piccolo gruppo di anacoreti che vi realizzarono una piccola chiesa poi divenuta un monastero.